# 谢尔比尼奇农村居民点
谢尔比尼奇农村居民点（俄语：Щербиничское сельское поселение）是俄罗斯联邦布良斯克州兹伦卡区所属的一个农村居民点。其下辖有13个居民点，行政中心为大谢尔比尼奇。据2015年统计，该农村居民点的人口为899人。